# La màscara d'Anarquia
La màscara d'anarquia (en anglès original: The Masque of Anarchy) és un poema polític escrit l'any 1819 per Percy Bysshe Shelley després de la massacre de Peterloo d'aquell any. La seva crida per la llibertat és potser la primera declaració moderna del principi de resistència no violenta.
El poema no va ser publicat mentre Shelley fou viu i no va aparèixer imprès fins a l'any 1832, quan va ser publicat per Edward Moxon a Londres, amb un prefaci de Leigh Hunt. Shelley havia enviat el manuscrit el 1819 perquè es publiqués en l'Examiner. Leigh Hunt va retenir la publicació perquè va pensar que "el públic en general, no ha esdevingut prou perspicaç per fer justícia a la sinceritat i la despreocupació de l'esperit que circulava en aquesta túnica flamejant del vers." L'epígraf a la coberta de la primera edició és de La revolta de L'islam (1818): "L'esperança és forta; justícia i veritat han trobat el seu nen alat."

## Resum
Escrit amb motiu de la massacre feta pel govern britànic a St. Peter's Field, a Manchester, l'any 1819, Shelley comença el poema amb les imatges poderoses de les formes injustes d'autoritat del seu temps -"Déu, i Rei, i Llei"- i imagina els moviments d'una forma radicalment nova d'acció social: "Deixi ser una gran assemblea, de l'agosarat, del lliure". La multitud en aquesta trobada és contestada amb l'enviament de soldats armats, però els manifestants no alcen un braç contra els seus agressors.
Shelley explica detalladament les conseqüències psicològiques de la violència enfrontada al pacifisme. Els soldats culpables, diu, retornaran vergonyosament a la societat, en què "la sang vessada parlarà / ruboritzant intensament la seva galta". Les dones assenyalaran els assassins als carrers, els seus anteriors amics els defugiran, i els soldats honorables s'allunyaran dels responsables de la massacre, "avergonyits de tal companyia de base". Henry David Thoreau en realitzà una versió en el seu assaig Desobediència civil, i posteriorment Mohandas Karamchand Gandhi en la seva doctrina de Satyagraha. La resistència pacífica de Gandhi estava influïda i inspirada per la no-violència de Shelley en l'acció de protesta i l'acció política. Se sap que Gandhi sovint va citar La màscara d'anarquia davant de grans audiències durant la campanya per una Índia lliure.
El poema esmenta uns quants membres del govern de Robert Banks Jenkinson, segon comte i senyor de Liverpool: la màscara que porta l'assassinat representa el secretari d'afers exteriors, Robert Stewart, vescomte de Castlereagh. La hipocresia té l'aparença del ministre de l'Interior, lord Sidmouth, i el frau porta un vestit d'ermini que representa el senyor canceller, lord Eldon. Dirigits per l'anarquia, un esquelet amb una corona, intenten apoderar-se d'Anglaterra, però moren a causa d'una misteriosa figura cuirassada que sorgeix de la boira. L'esperança reneix i es dirigeix al poble d'Anglaterra.